# Transformers One
Transformers One is een Amerikaanse computeranimatiefilm uit 2024, geregisseerd door Josh Cooley. De film is de achtste film van de Transformers-filmreeks.

## Verhaal
Het verhaal speelt zich af op de planeet Cybertron en vertelt de geschiedenis van het Transformers-ras en de relatie tussen twee arbeiders genaamd Orion Pax en D-16, gaande van wapenbroeders tot aartsvijanden als Optimus Prime en Megatron.

## Stemverdeling
| Personage                 | Engelse stem       | Nederlandse stem        | Vlaamse stem     |
| ------------------------- | ------------------ | ----------------------- | ---------------- |
| Orion-Pax / Optimus Prime | Chris Hemsworth    | Matteo van der Grijn    | Jenne Decleir    |
| D-16 / Megatron           | Brian Tyree Henry  | Emmanuel Ohene Boafo    | Prince K. Appiah |
| Elita                     | Scarlett Johansson | Maartje van de Wetering | Emma Moortgat    |
| B-127 / Bumblebee         | Keegan-Michael Key |                         | Malik Mohammed   |
| Starscream                | Steve Buscemi      | Gijs Blom               |                  |
| Alpha Trion               | Laurence Fishburne |                         |                  |
| Sentinel Prime            | Jon Hamm           |                         | Koen De Bouw     |

## Productie
In maart 2015, na de release van Transformers: Age of Extinction (2014), gaf Paramount Pictures aan Akiva Goldsman de opdracht om een writer's room op te zetten om ideeën te creëren voor mogelijke toekomstige Transformers-films. In mei 2015 had het schrijversduo Andrew Barrer en Gabriel Ferrari zich aangemeld als schrijvers en ze kwamen op het idee van een geanimeerde prequel die zich op Cybertron zou afspelen. De film werd aangekondigd in augustus 2017 en in april 2020 werd Josh Cooley ingehuurd om te regisseren. Steve Desmond en Michael Sherman werden later ingehuurd om het script samen met Barrer en Ferrari te verbeteren.

### Stemmen
De stemmencast van de film werd in april 2023 aangekondigd op CinemaCon, bestaande uit Chris Hemsworth en Brian Tyree Henry als de jongere versies van respectievelijk Optimus Prime en Megatron, naast de hoofdrollen van Scarlett Johansson, Keegan-Michael Key, Jon Hamm en Laurence Fishburne.

### Animatie
Industrial Light & Magic, die de visuele effecten had verzorgd voor de eerste zes live-actionfilms van de Transformers, keerde terug om de animatie voor de film te verzorgen. De film was in februari 2024 in postproductie en de productie werd later dat jaar in juni voltooid.

### Muziek
In mei 2024 werd aangekondigd dat Brian Tyler, die eerder de score had verzorgd voor de geanimeerde televisieserie Transformers: Prime (2010-2013), de muziek zou componeren voor Transformers One.

## Release en ontvangst
Transformers One ging op 11 september 2024 in première in Sydney, Australië en staat gepland om op 20 september 2024 in première gaan in de Amerikaanse bioscopen. De film kreeg op 10 juni 2024 na een voorvertoning als "werk-in-uitvoering" op het Festival international du film d'animation d'Annecy een staande ovatie van het publiek. De film kreeg overwegend positieve kritieken van de filmcritici, met een score van 89% op Rotten Tomatoes, gebaseerd op 159 beoordelingen.